# Epje

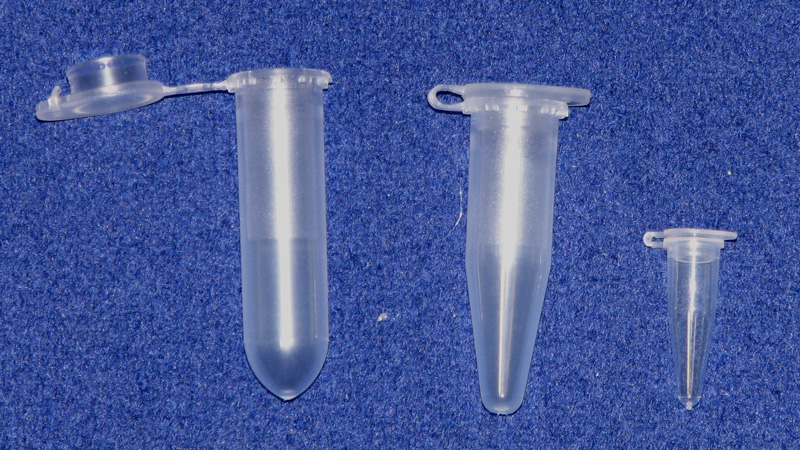
Drie epjes: 2 ml, 1,5 ml en 200 µl.

Een epje  (voluit Eppendorftube cq. Eppendorfcup), ook wel microtube of reactievaatje genoemd, zijn kleine buisjes die gebruikt worden voor het verzamelen en opslaan van monsters, extracten, oplosmiddelen, etc. De Eppendorftube is een klein kunststof (polypropeen) recipiënt dat, afhankelijk van het type, 0,5 ml tot 2 ml vocht kan bevatten. Het dekseltje is er met een lipje aan vastgehecht, zodat het mogelijk is om met één hand het epje tegelijkertijd vast te nemen en het te sluiten (of te openen). Een speciaal epjesvlot kan gebruikt worden wanneer epjes in bijvoorbeeld een waterbad geplaatst worden.
Het wordt vaak gebruikt in een biologisch laboratorium. De naam is afgeleid van de firma Eppendorf.